# أدريان غاجا
أدريان غاجا (بالألبانية: Adrian Gaxha) هو مغني وكاتب أغاني ومنتج ألباني مقدوني ولد في يوم 13 فبراير 1984 في مدينة سكوبيه لعائلة من ألبان مقدونيا. بدأ الغناء في سنة 2001 وأنتج أربعة ألبومات ومثل مقدونيا في مسابقة الأغنية الأوروبية لسنة 2008 بادائه أغنية اتركني احبك مع تامارا توديفسكا وفرجاك.